# Dworzec TGV

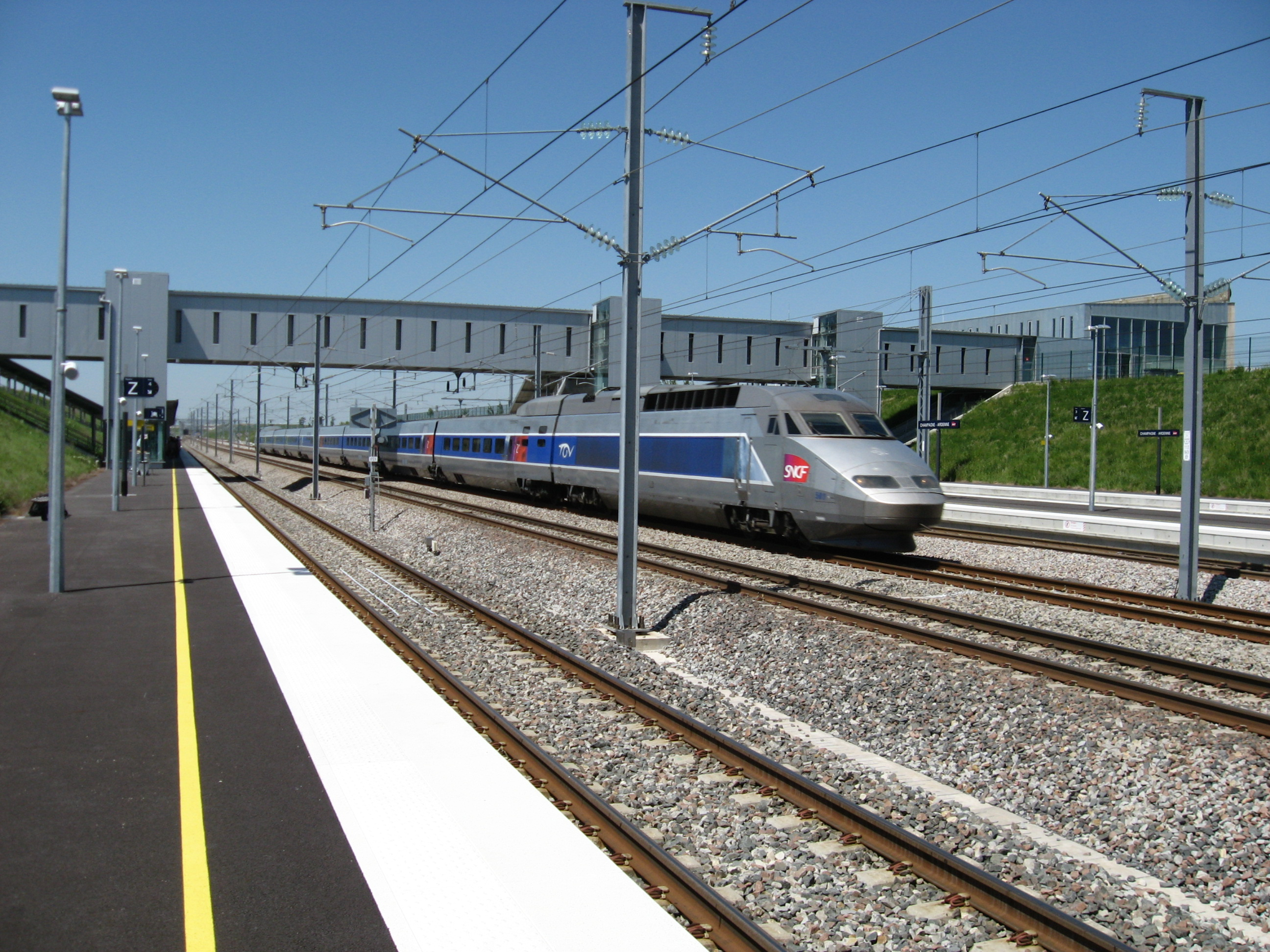
Dworzec TGV: dwa perony, pomiędzy nimi dwa tory do przejazdu pociągów bez zatrzymania; widoczny przejeżdżający skład

Nowe dworce kolejowe budowane na liniach LGV, zwane również dworcami bis, są charakterystyczną cechą francuskiej sieci kolei dużych prędkości TGV.
Są to dworce kolejowe usytuowane w oddaleniu od centrów większych miast (z kilkoma wyjątkami), zwykle bez połączenia z klasycznymi liniami kolejowymi. Zwykle obsługiwane są jedynie przez kilka pociągów TGV dziennie. Posiadają one zwykle jedynie dwa perony, po jednym dla każdego z kierunków, pomiędzy którymi biegną tory, umożliwiające pociągom przejazd bez zatrzymania, zwykle z pełną prędkością – 300 km/h.
Istnienie tego typu dworców, często krytykowane, wynika z geografii Francji – istnienia stolicy, dominującej swoimi rozmiarami wszystkie inne miasta kraju, a także z polityki kolei SNCF, która preferuje połączenia bezpośrednie między centrami wielkich aglomeracji, tak aby móc efektywnie konkurować z przewoźnikami lotniczymi.
Wśród dworców TGV można znaleźć budowle o dość spektakularnej architekturze, w szczególności te wybudowane na linii LGV Méditerranée, podczas gdy pierwsze budowle tego typu są bardzo proste, bez wyszukanych rozwiązań architektonicznych.
Tylko dwa dworce TGV obsługują ponad milion pasażerów rocznie. Są to Aéroport Charles-de-Gaulle 2 TGV i Massy TGV, związane z paryskimi lotniskami.

## Lista nowych dworców
- Na linii LGV Sud-Est:
  - Le Creusot-Montceau-les-Mines-Montchanin TGV, skracane często do Le Creusot TGV,
  - Mâcon-Loché TGV.
- Na linii LGV Atlantique:
  - Massy TGV, na przedmieściach Paryża, w pobliżu Portu lotniczego Paryż-Orly,
  - Vendôme-Villiers-sur-Loir TGV, skracane często do Vendôme TGV,
  - Futuroscope, ten dworzec nie znajduje się na LGV, lecz jest przeznaczony wyłącznie dla pociągów TGV. Nazwa pochodzi od pobliskiego parku rozrywki.
- Na linii LGV Nord:
  - TGV Haute-Picardie, dawna nazwa Ablaincourt-Pressoir,
  - Lille-Europe, jest to jedyny dworzec wybudowany w centrum wielkiego miasta,
  - Calais-Fréthun, w pobliżu wjazdu do tunelu pod kanałem La Manche.
- Na linii LGV Interconnexion, w pobliżu Paryża:
  - Aéroport Charles-de-Gaulle 2 TGV, dworzec jest częścią terminalu 2 portu lotniczego Paryż-Roissy-Charles de Gaulle
  - Marne-la-Vallée – Chessy, w pobliżu parku rozrywki Disneyland w Paryżu,
- Na linii LGV Rhône-Alpes
  - Lyon-Saint-Exupéry TGV, dawna nazwa Satolas TGV, dworzec połączony przejściem pieszym z terminalem portu lotniczego Lyon-Saint-Exupéry,
  - Valence-Rhône-Alpes-Sud TGV, skracane często do Valence TGV.
- Na linii LGV Méditerranée:
  - Avignon TGV,
  - Aix-en-Provence TGV.
- Na linii LGV Est européenne:
  - Champagne-Ardenne TGV, znany także jako Marne TGV, na południe od Reims,
  - Meuse TGV, między miastami Verdun i Bar-le-Duc,
  - Lorraine TGV, pomiędzy miastami Metz i Nancy, dworzec prowizoryczny, do roku 2012 zostanie przeniesiony ok. 7 km na wschód.
- Na linii LGV Rhin-Rhône:
  - Besançon Franche-Comté TGV,
  - Belfort – Montbéliard TGV.